# 만성 코로나
만성 코로나(Long COVID)는 초기 코로나바이러스감염증-19 감염 이후 지속되거나 발생하는 일련의 후유증이다. 증상은 몇 주, 몇 달, 또는 몇 년 동안 지속될 수 있으며 종종 몸을 쇠약하게 만든다. 세계보건기구는 만성 코로나를 초기 코로나19 감염 후 3개월부터 시작되는 것으로 정의하지만, 다른 기관들은 초기 감염 후 4주부터 시작되는 것으로 정의한다.
만성 코로나는 때로는 사라졌다가 다시 나타나는 많은 증상이 특징이다. 흔히 보고되는 만성 코로나의 증상으로는 피로, 기억 문제, 호흡곤란, 수면 장애 등이 있다. 이 외에도 두통, 정신 건강 문제, 초기 후각 상실 또는 무미각증, 근력 약화, 발열, 인지 기능 장애 등의 여러 증상이 나타날 수 있다. 증상은 정신적 또는 육체적 노력 후에 종종 악화되며, 이러한 과정을 활동 후 피로감이라고 한다. 만성피로증후군 (ME/CFS)과 증상이 크게 겹친다.
만성 코로나의 원인은 아직 완전히 밝혀지지 않았다. 가설로는 장기 및 혈관의 영구적인 손상, 혈액응고 문제, 신경 기능 장애, 지속적인 바이러스 또는 잠복 바이러스의 재활성화, 그리고 자가 면역이 포함된다. 만성 코로나의 진단은 (의심되거나 확인된) 코로나19 감염 또는 증상을 기반으로 하며—다른 진단을 배제함으로써 이루어진다.
2024년 현재, 만성 코로나의 유병률은 성인에서 약 6~7%, 어린이에서 약 1%로 추정된다. 백신 접종 후에는 유병률이 낮다. 위험 인자는 고령, 여성, 천식, 그리고 더 심각한 초기 코로나19 감염이다. 2023년 기준 현재, 검증된 효과적인 치료법은 없다. 만성 코로나의 관리는 증상에 따라 달라진다. 피로에는 휴식이 권장되며, 활동 후 피로감에는 페이싱(pacing)이 권장된다. 중증 증상이 있거나 집중치료실에 입원했던 환자는 전문가 팀의 치료가 필요할 수 있다. 4주차에 증상이 있던 대부분의 사람들은 12주차까지 회복한다. 12주차에도 여전히 아픈 사람들의 회복은 더디거나 정체된다. ME/CFS 기준을 충족하는 일부 사람들의 증상은 평생 지속될 것으로 예상된다.
전 세계적으로 4억 명이 넘는 사람들이 만성 코로나를 경험했다. 만성 코로나는 전 세계 국내총생산의 1% 손실의 원인이 될 수 있다.

## 분류 및 용어
만성 코로나는 팬데믹 초기에 장기적인 증상으로 고통받던 사람들이 만든 용어이다. 만성 코로나가 가장 널리 사용되는 이름이지만, long-haul COVID, post-COVID-19 syndrome, post-COVID-19 condition, post-acute sequelae of COVID-19 (PASC), chronic COVID syndrome 등의 용어도 사용된다.
만성 코로나는 단일 질병 또는 증후군이 아닐 수도 있다. 이는 영구적인 장기 손상, 중환자실 후유증, 바이러스 후 피로 증후군 및 코로나 후 증후군을 포함하는 포괄적인 용어일 수 있다.
만성 코로나는 과학계에서 "SARS-CoV-2 감염 후 급성 후유증(PASC)"으로 불려왔다. 이 용어들은 동의어이며 종종 상호 교환적으로 사용된다. 두 용어 모두 SARS-CoV-2 감염의 급성기 이후 몇 주 또는 몇 달 동안 지속되는 다양한 증상을 지칭한다.

### 정의
만성 코로나의 정의는 국가와 기관에 따라 다양하다. 가장 널리 받아들여지는 정의는 세계보건기구(WHO)의 정의이다.
만성 코로나가 시작되는 시점과 증상이 지속되어야 하는 기간이 정의마다 다르다. 예를 들어, WHO는 만성 코로나의 시작을 감염 후 3개월로 보고, 최소 2개월 이상 지속되는 증상이 있어야 한다고 명시한다. 이와 대조적으로, 미국 미국 질병통제예방센터(CDC)는 "급성 코로나19 후 초기 4~12주 동안의 초기 임상 평가 및 지지 치료의 중요성을 강조하기 위해" "코로나 후 상태"의 시작을 4주로 정한다. 미국 국립보건원 (미국)(NIH)에 따르면, SARS-CoV-2의 급성기 이후 4주 이상 지속되거나 재발하거나 새로운 증상 또는 기타 건강 영향을 PASC(postacute sequelae of SARS-CoV-2)라고 한다.
영국 국립 보건 및 의료 우수성 연구소(NICE)는 만성 코로나를 두 가지 범주로 나눈다.
- 발병 후 4주에서 12주까지 지속되는 증상성 코로나19 (ongoing symptomatic COVID-19), 그리고
- 발병 후 12주 이상 지속되는 증상에 대한 코로나19 후 증후군 (post-COVID-19 syndrome).

임상 사례 정의는 증상 발현 및 진행을 명시한다. 예를 들어, WHO 정의는 "증상은 초기 회복 후 새로 발생하거나 초기 질병에서 지속될 수 있다. 증상은 또한 시간이 지남에 따라 변동하거나 재발할 수 있다"고 명시한다.
NICE와 WHO의 정의는 또한 다른 진단의 배제를 요구한다.
특히 어린이와 청소년의 경우, 영국 전문가 그룹은 WHO가 제안한 성인 임상 사례 정의를 보완하는 유일한 연구 정의를 발표했다. 어린이 및 청소년의 만성 코로나에 대한 이 합의된 연구 정의는 다음과 같다: "코로나19 후 상태는 SARS-CoV-2 감염이 확진된 청소년에게 발생하며, 초기 검사 후 최소 12주 동안 다른 진단으로 설명될 수 없는 최소 한 가지의 지속적인 신체 증상을 보인다. 증상은 일상 기능에 영향을 미치고, 코로나19 감염 후 계속되거나 발전할 수 있으며, 시간이 지남에 따라 변동하거나 재발할 수 있다. 이 정의에서 언급된 양성 코로나19 검사는 신속 항원 검사, PCR 검사 또는 항체 검사일 수 있다."

### 관련 질병

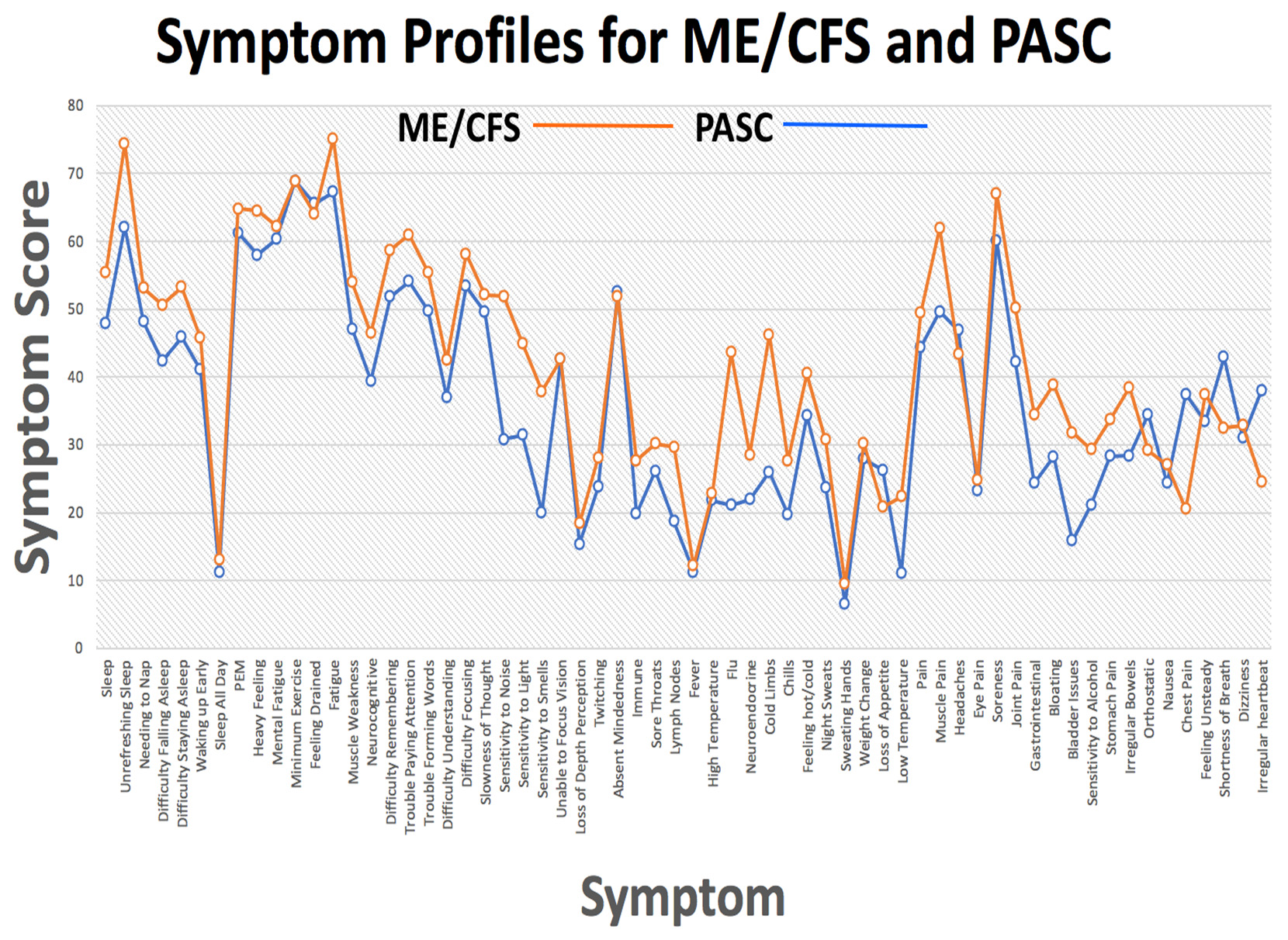
만성 코로나와 ME/CFS에서 많은 증상의 심각도는 유사하다

만성 코로나는 급성 감염 후 증후군(PAIS)의 일종이며 다른 유사한 증후군과 유사성을 공유한다. 예를 들어, 에볼라 후 증후군 및 치쿤구니야열 바이러스의 후유증과 유사성이 있다. 이러한 질환들은 만성 코로나와 유사한 병태생리학을 가질 수 있다.
만성 코로나는 만성피로증후군(ME/CFS)과 많은 증상을 공유하며, 연구에 따르면 만성 코로나 환자의 절반이 ME/CFS 진단 기준을 충족한다. 만성 코로나와 마찬가지로 ME/CFS는 종종 감염으로 인해 유발되며, 일부 생물학적 변화가 겹친다. 자율신경계 기능이상 및 기립성 빈맥 증후군(POTS) 또한 만성 코로나와 ME/CFS의 잠재적인 공통점이다. 그러나 만성 코로나 증상에는 후각 및 미각 상실이 포함되는데, 이 두 가지는 ME/CFS에서는 자주 나타나지 않는다.

## 징후 및 증상

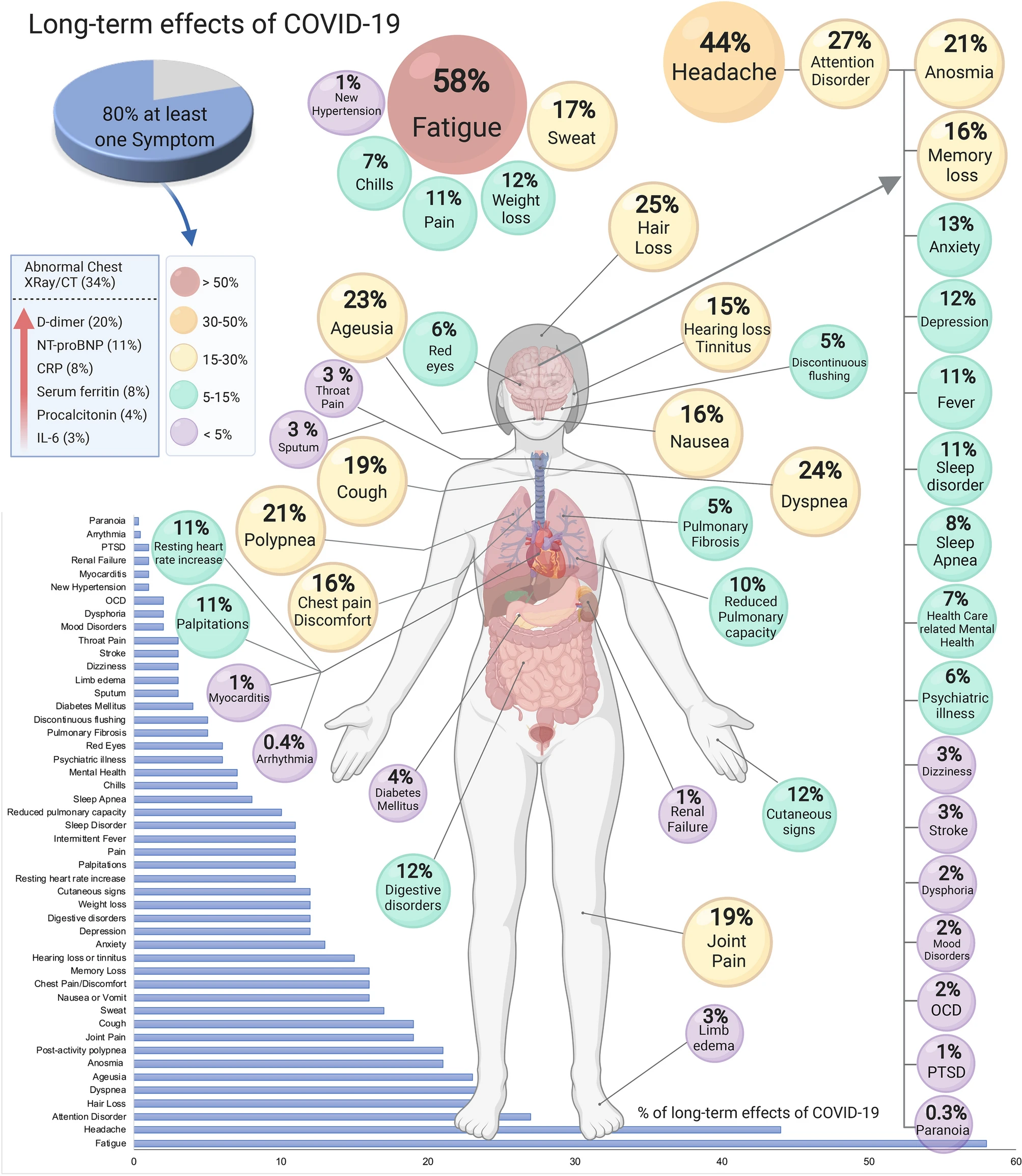
코로나19의 장기적인 영향은 50가지가 넘으며, 만성 코로나의 증상도 포함된다. 그림은 증상과 그 추정 유병률을 보여준다. 감염 후 2주가 지나면 약 80%의 사람들이 적어도 하나의 전체적인 영향을 경험한다.

만성 코로나와 관련된 징후 및 증상은 광범위하며, 여러 장기와 신체 시스템에 영향을 미친다. 만성 코로나 증상은 사람마다 크게 다를 수 있다. 증상의 심각도는 경미한 수준부터 무력하게 만드는 수준까지 다양하다.
연구에서 흔히 보고되는 증상으로는 피로, 근육통, 호흡곤란, 흉통, 인지 기능 장애 ("뇌 안개") 및 활동 후 피로감 (활동 후 증상 악화)이 있다. 이러한 증상 악화는 일반적으로 활동 후 12시간에서 48시간 사이에 발생하며, 정신적 또는 육체적 노력에 의해 유발될 수 있다. 이는 며칠에서 몇 주 동안 지속된다.
어린이와 청소년도 심각한 증상과 장기적인 건강상의 부작용을 경험할 수 있으며, 이는 지속적인 코로나19 증상과 관련된 심각한 정신 건강 문제를 포함한다. 어린이에게 가장 흔한 증상은 지속적인 발열, 인후통, 수면 문제, 두통, 호흡곤란, 근력 약화, 피로, 후각 상실 또는 왜곡된 후각, 그리고 불안이다. 만성 코로나에 걸린 대부분의 어린이는 3가지 이상의 증상을 경험한다.

### 신경학적 증상
만성 코로나의 흔한 신경학적 증상으로는 집중력 저하, 인지 장애, 두통이 있다. 또한 사람들은 흔히 무미각증과 후각 상실을 경험한다. 마찬가지로 어린이와 청소년도 인지 장애를 경험할 수 있다.
만성 코로나에 걸린 일부 사람들은 자율신경계 기능이상을 경험하는데, 이는 자율신경계의 기능 이상을 말한다. 자율신경계 기능이상이 있는 사람은 약간의 노력 후 또는 일어설 때 심계항진 및 빠른맥(심박수 증가)을 경험할 수 있다. 이는 어지럼증 및 구역질과 관련될 수 있다. 계속 서 있는 후 심박수가 분당 30회 이상 증가하는 경우, 이를 기립성 빈맥 증후군이라고 한다.
정신건강 측면에서 만성 코로나 환자들은 종종 수면 곤란을 경험한다. 감염 후 첫 두 달 동안에는 우울증과 불안 수준이 증가하지만, 그 후에는 정상으로 돌아온다. 이는 뇌 안개나 뇌전증 발작과 같은 다른 신경학적 증상과는 대조적으로, 이러한 증상들은 최소 2년 동안 지속되었다. 그러나 코로나로 인해 입원했던 사람들 중 다수는 감염 후 2~3년이 지나도 우울증과 불안을 겪고 있다.

### 폐, 심장 및 소화기 계통
호흡 곤란은 만성 코로나의 두 번째로 흔한 증상이다. 어린이와 청소년에게도 호흡곤란은 가장 흔한 증상 중 하나이다. 사람들은 또한 지속적인 기침을 경험할 수 있다.
덜 빈번하게는, 만성 코로나 환자들은 설사와 구역질을 경험한다.
심혈관 시스템에서는 만성 코로나 환자에게 운동 불내증과 흉통이 자주 발생한다. 급성 코로나 감염에서 회복된 후 뇌졸중, 폐 색전증 및 심근 경색의 위험이 증가하지만, 이를 만성 코로나의 일부로 볼 것인지에 대해서는 의견이 엇갈린다.

### 생식계
여성 생식계에서는 만성 코로나가 생식력, 월경 주기, 폐경기, 생식선 기능, 난소 기능에 영향을 미칠 수 있다. 월경 전후로 다른 만성 코로나 증상이 악화되는 것도 기록되어 있다.

### 기타 증상
관절통과 근육통은 만성 코로나의 증상으로 자주 보고된다. 일부 사람들은 탈모와 피부 발진을 경험한다. 급성 코로나에서 회복된 후 제1형 및 제2형 당뇨병 위험이 증가한다.

### 하위 그룹
만성 코로나의 증상 조합은 사람마다 크게 다르기 때문에, 이 질환을 연구하는 한 가지 방법은 만성 환자의 하위 그룹 또는 클러스터를 정의하는 것이다. 이를 통해 더 목표 지향적인 임상 진료가 가능해진다.

## 원인 및 메커니즘

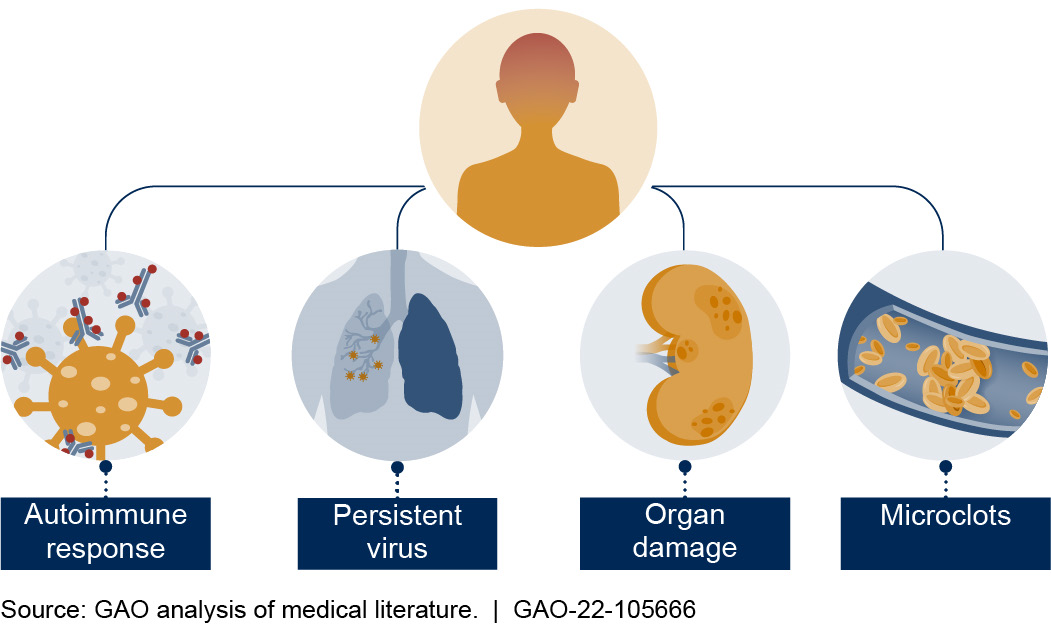
만성 코로나의 가능한 원인

만성 코로나의 원인은 아직 완전히 밝혀지지 않았다. 단일 원인이 아니라 여러 가지, 그리고 아마도 중복되는 메커니즘이 만성 코로나 발병에 기여할 가능성이 높다. 급성 감염으로 인한 장기 손상은 증상의 일부를 설명할 수 있지만, 만성 코로나는 장기 손상이 없는 사람들에게서도 관찰된다. 만성 코로나를 설명하는 몇 가지 가설이 제시되었는데, 다음과 같다.
- 혈액응고 및 혈관 내피 기능 장애
- 신경학적 문제: 뇌줄기 및 미주신경의 신호 전달 문제
- 엡스타인-바 바이러스와 같은 바이러스의 재활성화를 포함한 면역 체계 조절 이상
- 바이러스가 미생물군유전체에 미치는 영향, 바이러스 지속성 포함
- 자가 면역

추가 가설에는 미토콘드리아와 세포 에너지 시스템의 기능 장애, 지속적인 전신 염증, 그리고 SARS-CoV-2 항원의 지속성이 포함된다.

### 병태생리학
급성 감염으로 인한 장기 손상은 만성 코로나 환자의 일부 증상을 설명할 수 있다. 폐 자기공명영상과 같은 방사선 검사에서는 경미한 운동 후에도 명백한 산소 포화도 저하(혈액 산소 수치 저하)를 보이는 사람들에게서도 종종 정상으로 나타난다. 이중 에너지 CT와 같은 다른 검사는 호흡기 증상을 보이는 일부 사람들에게서 관류 결함을 보여준다. 심장 영상 검사는 상반된 결과를 보여준다. 뇌 영상 검사는 코로나 감염 후 변화를 보여주지만, 만성 코로나와 관련하여 연구되지는 않았다. 예를 들어, 일부는 후각과 관련된 뇌 영역인 후각 망울이 더 작다는 것을 보여준다.
만성 코로나 환자의 일부에서는 급성 감염 후에도 SARS-CoV-2가 체내에 남아 있다는 증거가 있다. 이 증거는 생검, 혈장 연구, 지속적인 바이러스의 간접적인 면역 효과에서 비롯된다. 바이러스 DNA 또는 단백질은 다양한 연구에서 급성 감염 후 수개월에서 1년 후에 발견되었다. 소규모 연구에서는 만성 코로나 환자에서 급성 감염 후 거의 2년 동안 바이러스 RNA가 발견되었음을 입증했다. 지속적인 바이러스는 만성 코로나가 없는 사람들에게서도 발견되었지만, 그 비율은 더 낮았다. 지속적인 바이러스는 응고에 대한 가능한 영향과 미생물군유전체 및 신경면역 이상을 통해 증상을 유발할 수 있다.
급성 코로나 감염 중 또는 후에 다양한 휴면 바이러스가 재활성화될 수 있다. 예를 들어, SARS-CoV-2는 엡스타인-바 바이러스, 즉 감염성 단핵구증을 유발하는 바이러스를 재활성화시킬 수 있다. 이 바이러스는 대부분의 사람에게 잠복해 있다. 그 재활성화와 만성 코로나 사이의 관계에 대한 일부 증거가 있다. 내인성 레트로바이러스의 재활성화와 활동성 코로나19의 심각성 사이에도 상관관계가 발견되었다.
자가면역은 만성 코로나의 또 다른 잠재적 원인이다. 일부 연구에서는 만성 코로나 환자에게서 자가항체(개인의 단백질에 대한 항체)가 보고되지만, 모든 연구에서 발견되는 것은 아니다. 자가항체는 급성 코로나 기간에 종종 유도되며, 질병 심각도와 중간 정도의 관계를 보인다. 전자 건강 기록에서 얻은 증거에 따르면, 사람들은 대조군에 비해 코로나19 감염 후 루푸스 및 류마티스 관절염과 같은 자가면역 질환이 더 자주 발생한다.
혈액 응고 증가 문제는 만성 코로나 발병의 또 다른 잠재적 원인이다. 급성 감염 중에는 혈관 내벽(내피 손상)에 직접적인 손상이 있으며, 감염 후 혈전증 관련 질환의 위험은 장기적으로 증가된 상태를 유지한다. 혈액 응고 문제는 과활성 혈소판 및 미세 혈전을 포함할 수 있다. 이러한 미세 혈전은 조직에 산소 부족(저산소증)을 유발할 수 있다. 응고는 잠재적으로 자가항체에 의해 유발될 수 있다.
여러 연구에 따르면 혈뇌 장벽의 완전성 파괴로 인해 유래된 혈청 성분과 사이토카인이 뇌에 침투하는 것이 만성 코로나 관련 인지 장애의 신경학적 발현에 기여할 수 있다.

### 위험 요인
여성은 남성보다 위험이 더 높다. 고령은 또 다른 위험 요인으로 확인되었으며, 노인들이 더 위험에 처하는 것으로 보인다. 이는 어린이에게도 마찬가지이며, 나이가 많은 어린이가 어린 아이들보다 더 높은 위험을 가진다. 만성 코로나 진단의 대부분은 36~50세 연령대에 집중되어 있다. 만성 코로나 발병 위험은 또한 소득이 낮고, 교육 연수가 적으며, 소외된 소수 민족 집단에 속하는 사람들에게서 더 높다. 흡연자 또한 만성 코로나 발병 위험이 더 높다.
다양한 건강 문제는 만성 코로나의 위험을 증가시킨다. 예를 들어, 비만증 환자는 만성 코로나를 더 자주 보고한다. 천식과 만성 폐쇄 폐 질환도 위험 요인이다. 정신건강 측면에서 우울증과 불안은 위험을 증가시킨다.
급성 감염의 특성은 만성 코로나 발병에 중요한 역할을 한다. 급성 감염 중 더 많은 증상을 경험하는 사람들은 만성 코로나에 걸릴 가능성이 높으며, 입원이 필요한 사람들도 마찬가지이다.
어린이 및 청소년의 만성 코로나 위험 요인에는 여성, 고령, 기존 질병 또는 정신 건강 문제가 포함된다.
SARS-CoV2 델타 변이의 만성 코로나 위험은 오미크론 변이보다 더 높았을 수 있다. 오미크론 변이의 높은 감염률은 여전히 많은 장기 후유증 환자의 원인이 된다는 것을 의미한다.

## 진단
코로나19 감염 후 지속되는 증상이 만성 코로나 때문인지 여부를 판단하는 표준화된 검사는 없다. 진단은 의심되거나 확진된 코로나19 증상의 병력을 바탕으로 하며, 감별진단과 다른 진단을 배제하여 이루어진다. 만성 코로나 진단은 만성 코로나 환자가 보일 수 있는 광범위한 증상 때문에 어려울 수 있다.
초기 진단 기준은 실험실에서 확진된 코로나19 감염을 요구했지만, 현재 기준은 더 이상 이를 요구하지 않는다. 왜냐하면 사람들이 급성 감염 중에 검사를 받지 않을 수도 있기 때문이다. 예를 들어, 무증상 감염 후 만성 코로나가 발병하는 사람들은 검사를 받을 이유가 거의 없다. 게다가 코로나 검사는 완벽하지 않으며 음성으로 나올 수도 있다. 위음성은 어린이, 여성, 바이러스 부하가 낮은 사람들에게서 더 흔하다.
만성 코로나의 일부 요소에 대한 진단 도구가 있다. 예를 들어, POTS에 대한 기립 경사 검사 또는 NASA 린 테스트, 심혈관 손상 검사를 위한 MRI 스캔 등이 있다. 표준 진료에서 제공되는 일상적인 검사는 종종 정상으로 나온다.

## 예방
코로나19 감염을 예방하는 것이 만성 코로나를 예방하는 가장 효과적인 방법이다. 예를 들어, 환기 개선, 코로나 양성 판정을 받은 사람과의 접촉 피하기, 손 씻기, 제대로 착용한 N95 마스크 착용 등이 있다. 급성기 치료 또한 만성 코로나의 위험을 줄일 수 있다.
코로나19 예방 접종은 만성 코로나의 위험을 줄인다. 코로나19 백신 3회 접종은 만성 코로나에 대해 69%의 효과를 보이며, 이전에 코로나19에 감염된 적이 없는 사람들의 경우 2회 접종은 37%의 효능을 제공한다. 2천만 명 이상의 성인을 대상으로 한 분석에 따르면, 백신 접종을 받은 사람들은 코로나19 백신을 접종하지 않은 사람들에 비해 만성 코로나 위험이 낮았으며, 혈전 및 심부전 예방에도 효과가 있었다.

## 치료
2025년 기준 현재 만성 코로나는 효과가 입증된 치료법이 없지만, 여러 국가와 의료 기관에서 임상의와 대중을 위한 만성 코로나 관리 지침을 발표했다. 2025년 만성 코로나 증상 관리를 위한 개입에 대한 검토에 따르면, 특정 개입을 선택하기 위한 증거는 상당한 임상적 불확실성을 가진 매우 불확실하며, 이는 영향을 받은 사람들이 비용이 많이 들고 비효과적인 자가 치료 옵션을 사용하게 만든다. 임상의의 개입 적용에 대한 무시 태도, 보험 회사의 치료 불충분한 보장, 임상 전문가에 대한 제한된 접근성 또한 만성 코로나 치료 계획을 어렵게 만든다.

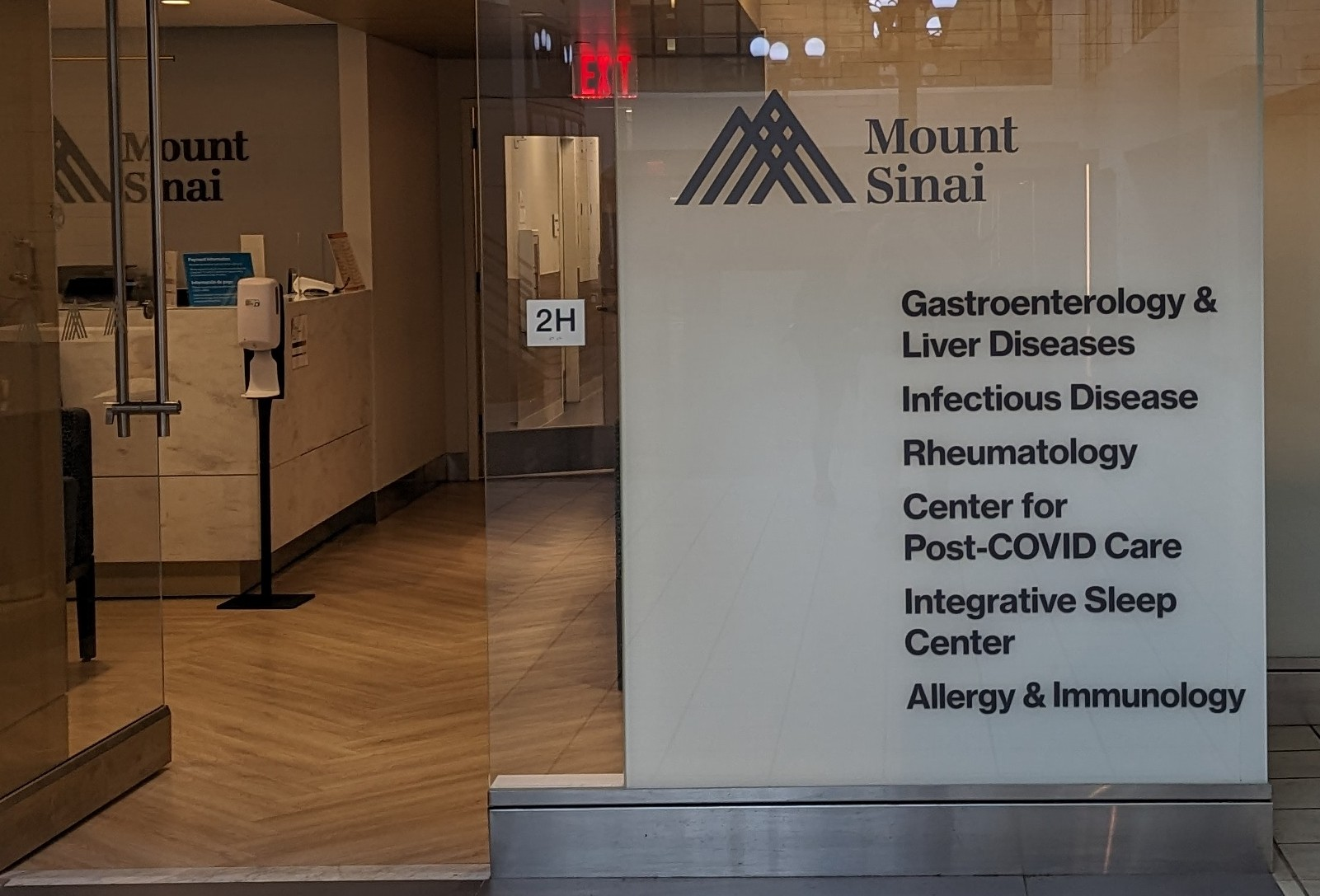
뉴욕 시 마운트 시나이 유니언 스퀘어 사무실에 있는 코로나 후 케어 센터.

만성 코로나 환자는 증상 장기 모니터링 또는 개입을 위해 여러 임상 분야에서 치료가 필요할 수 있으며, 사회 복지 서비스, 물리치료 또는 정신 건강 관리를 시행해야 할 수 있다. 영국과 독일과 같은 일부 국가에서는 개별 사례에 대한 감시 및 치료의 범위를 평가하기 위해 특수 만성 코로나 외래 환자 진료소가 설립되었다. 일반의는 만성 코로나 증상 환자를 처음으로 평가하고, 더 복잡한 만성 코로나 증상에 대해서는 전문의에게 의뢰해야 한다.
만성 코로나의 관리는 증상에 따라 달라진다. 피로 환자에게는 휴식, 계획, 우선순위 설정이 권고된다. 활동 후 피로감을 느끼는 사람들은 페이싱을 통한 활동 관리가 도움이 될 수 있다. 피부 발진과 같은 알레르기성 증상이 있는 사람들은 항히스타민제가 도움이 될 수 있다.  자율신경계 기능이상이 있는 사람들은 수액, 전해질, 압박 의류 섭취를 늘리는 것이 도움이 될 수 있다.
만성 코로나 환자의 장기 추적 관찰은 삶의 질에 미치는 영향을 평가하기 위해 환자 본인의 결과 보고서를 포함한다. 특히 입원하지 않고 정기적인 임상 추적 관찰을 받지 않는 환자의 경우 더욱 중요하다. 화상통화와 같은 디지털 기술은 장기 모니터링의 일환으로 일반의와 만성 코로나 환자 사이에 구현되고 있다.

## 예후
4주 차에 증상이 있는 사람 중 약 3분의 2는 12주 차까지 완전히 회복될 것으로 예상된다. 그러나 예후는 사람마다 다르며, 일부는 첫 3개월 이내에 증상이 악화될 수 있다. 12주 후 회복은 가변적이다. 일부 사람들은 정체되지만, 다른 사람들은 느린 회복을 보인다.
예후는 증상에 따라 다르다. 신경학적 증상은 발병이 지연될 수 있으며, 일부는 시간이 지남에 따라 악화된다. 위장 및 폐 증상은 시간이 지남에 따라 줄어들 가능성이 더 높다. 근육 및 관절 통증은 감염 후 1년보다 2년에 더 심해지는 것으로 보인다. 만성피로증후군 또는 자율신경계 기능이상의 진단 기준을 충족하는 경우, 증상은 평생 지속될 가능성이 높다.

## 역학
만성 코로나의 발생률과 유병률에 대한 추정치는 크게 다르다. 추정치는 만성 코로나의 정의, 연구 대상 인구, 그리고 코로나19가 없는 비교 가능한 코호트가 포함되었는지 여부, 어떤 종류의 증상이 만성 코로나를 대표하는 것으로 간주되는지, 그리고 만성 코로나가 증상 검토, 자가 보고, 또는 다른 방법을 통해 평가되는지 여부와 같은 여러 가지 방법론적 차이에 따라 달라진다.
일반적으로, 인구의 통계적으로 무작위 표본 추출을 기반으로 한 만성 코로나 발생률 추정치는 감염 증명서 기반 추정치보다 훨씬 낮다. 이는 후자가 더 심각한 사례(입원 환자의 과대표)로 기울어지는 경향이 있기 때문이다. 또한, 발생률은 감염의 심각도와 상관 관계가 있는 것으로 보이며, 백신 접종군에서는 재감염 시 및 오미크론 시대에는 더 낮게 나타나므로 데이터 기록 시점이 중요하다. 예를 들어, 영국 통계청(Office for National Statistics)은 2023년 2월에 (무작위 표본 추출 기반) "성인의 2.4%와 어린이 및 청소년의 0.6%가 두 번째 코로나19 감염 후 만성 코로나를 보고했다"고 보고했다. 그러나 캐나다 통계청의 전향적 연구에 따르면 첫 감염 후 누적 발생률은 15%, 두 번 감염 후 27%, 세 번 감염 후 38%였다.
2024년 8월 검토에 따르면, 만성 코로나의 유병률은 성인에서 약 6~7%, 어린이에서 약 1%로 추정된다. 2023년 말까지 약 4억 명의 사람들이 만성 코로나를 앓았거나 앓고 있다. 이는 특정 만성 코로나 증상을 가진 사람들만 계산하고, 무증상 감염 후 만성 코로나가 발병한 사람들을 포함하지 않은 연구를 기반으로 한 보수적인 추정치일 수 있다. 입원한 사람들은 만성 코로나에 걸릴 위험이 더 높지만, 대부분의 만성 코로나 환자들은 경미한 감염을 겪었고 급성 감염에서 집에서 회복할 수 있었다.
2022년 4월 메타 분석에 따르면, 감염 후 코로나 후 상태의 통합 발생률은 43%로, 추정치는 9%에서 81% 사이였다. 코로나로 입원한 사람들은 54%의 더 높은 유병률을 보였고, 비입원 환자의 34%는 급성 감염 후 만성 코로나가 발병했다. 그러나 2024년 4월의 더 최근 메타 분석은 통합 발생률을 9%로 추정했다.
2023년 6월 현재 미국 인구의 6%가 만성 코로나를 앓고 있다고 응답했으며, 이는 3개월 이상 지속되는 증상으로 정의된다. 이 비율은 그해 1월 이후 안정적으로 유지되었지만, 2022년 6월에 비해 감소한 수치였다. 이전에 코로나에 감염되었던 사람들 중 11%가 만성 코로나를 앓고 있다고 응답했다. 이 중 4분의 1은 활동에 상당한 제한이 있다고 보고했다. 의료비 지출 패널 조사 연구에 따르면, 보건 연구 및 품질 에이전시가 후원한 연구를 바탕으로 2023년 현재 거의 1,800만 명의 사람들이 만성 코로나를 앓았다고 추정된다.
스코틀랜드의 대규모 인구 코호트 연구에 따르면, 응답자의 42%가 코로나에 걸린 후 6개월에서 18개월 후에도 완전히 회복되지 않았다고 답했으며, 6%는 전혀 회복되지 않았다고 답했다. 만성 코로나의 위험은 질병의 심각도와 관련이 있었는데, 무증상 감염 환자는 감염되지 않은 사람들에 비해 만성 코로나 증상 위험이 증가하지 않았다. 입원했던 사람들은 비입원 환자에 비해 회복 불능 확률이 4.6배 더 높았다.
만성 코로나는 성인보다 어린이와 청소년에게서 덜 흔하다. 어린이와 청소년의 약 16%가 감염 후 만성 코로나에 걸린다.

## 사회와 문화

### 환자 공동체 및 운동
팬데믹 초기에 공식 지침은 입원이 필요 없는 경증 환자와 입원이 필요한 중증 환자를 구분했다. 경증 환자의 일반적인 회복 기간은 약 2주라고 알려졌고 미디어의 관심은 주로 중증 감염 환자에게 집중되었다. 경미한 감염 후에도 증상이 오래 지속되는 환자들은 트위터와 블로그에 자신들의 증상을 묘사하기 시작했고, 이는 공식적인 가정을 뒤집는 계기가 되었다.
온라인에서 공유된 경험들은 미디어가 팬데믹에 대해 이야기하는 방식의 지식 격차를 메웠다. 미디어를 통해 이 지식은 정부와 보건 당국에 전달되어, 만성 코로나가 "환자들이 트위터에서 서로를 찾아내면서 만들어진 최초의 질병"이 되었다.
만성 코로나를 겪는 일부 사람들은 소셜 미디어 웹사이트에서 커뮤니티 케어 네트워크와 지원 그룹을 형성했다. 국제적으로는 여러 만성 코로나 옹호 단체가 있다. 자가 관리 및 온라인 의료 프로그램에 대한 임상 조언은 만성 코로나 환자를 지원하는 데 사용된다.
2023년, 국제 만성 코로나 인식(ILCA) 단체는 3월 15일에 국제 만성 코로나 인식의 날을 제정했다.

### 낙인과 차별
많은 만성 코로나 환자들이 적절한 의료 서비스를 받기 어렵다. 그들의 증상의 심각성이 믿어지지 않거나, 공감 없는 치료를 받거나, 증상이 제대로 조사되지 않거나 불안 때문이라고 잘못 진단될 수 있다. 만성 코로나 환자는 정신 질환으로 오진될 수 있다. 의학적 상태를 가진 사람들을 위해 설계되지 않은 불안 및 우울증 설문지는 이에 기여할 수 있다. 예를 들어, 설문지는 피로가 우울증 때문이거나 심계항진이 불안 때문이라고 가정할 수 있으며, 심지어 ME/CFS 또는 POTS와 같은 다른 상태로 설명될 수 있더라도 그렇다.

### 업무 관련 영향
만성 코로나가 사람들의 노동 능력에 미치는 영향은 크다. 만성 코로나로 인해 실직하거나 근무 시간이 단축된 사람들의 수는 추정치마다 다르다. 경증 또는 중등도 질환을 가진 사람들 중 12%에서 23%는 3개월에서 7개월 사이에 장기 결근을 했거나 계속 결근 중이었다. 경증 또는 중등도 코로나 후 3개월에서 8개월 사이에 조정된 근무 시간 또는 업무를 수행하는 사람들의 비율은 약 8%에서 45%였다. 입원 후 업무 복귀 비율은 더 낮았다. 입원 후 업무 복귀는 국가마다 달랐다. 중국과 미국에서는 더 많은 비율이 업무에 복귀했다. 미국에서는 일부 노동자들의 유급 병가 부족으로 부분적으로 설명될 수 있다. 재정 연구 연구소는 2021년 영국에서 만성 코로나의 노동 시장 영향을 연구했다. 그들은 만성 코로나에 걸리기 전에 일했던 사람들의 10명 중 1명이 일을 그만두었다고 결론 내렸다. 이들 대부분은 실업 상태가 아니라 병가 중이었다. 만성 코로나로 인한 근무 시간 단축 및 결근으로 인한 영국 경제 손실은 57억 파운드로 추정된다. 만성 코로나 환자의 비공식 간병인의 경우 이에 상응하는 수치는 48억 파운드이다.

### 경제적 영향
경제협력개발기구(OECD)는 OECD 국가에서 300만 명이 만성 코로나로 인해 노동 시장을 떠났다고 추정한다. 임금 손실만 고려해도 이는 1,410억 달러의 경제적 손실에 해당한다. 삶의 질 저하까지 고려하면, 만성 코로나로 인한 연간 경제적 비용은 8,640억 달러에서 1조 4천억 달러 사이로 추정된다. 여기에는 의료비가 포함되지 않는다. 전 세계 국내총생산에서 차지하는 비중은 0.5%에서 2.3% 사이로 추정된다.
최근 연구에 따르면, 만성 코로나는 전 세계적으로 4억 명의 환자에게 연간 약 1조 달러의 경제적 비용을 발생시킨다고 추정된다.

## 연구
만성 코로나는 새로운 질환이므로 많은 미해결 질문이 남아 있다. 더 정확한 진단 기준 개발, 가능성 추정치 정제, 위험 요인 식별, 일상 생활에 미치는 영향 데이터 수집, 적절한 치료에 대한 장벽에 직면하는 인구 파악, 백신 접종이 제공하는 보호 정도 파악 등 많은 분야에서 연구가 진행 중이다.
많은 실험 약물과 재사용된 약물이 만성 코로나의 다양한 측면에 대한 가능한 치료법으로 연구되고 있다. 여기에는 항염증제인 콜히친, 항응고제인 리바록사반, 항히스타민제인 파모티딘과 로라타딘, 다양한 면역 조절 약물, 그리고 실험적인 압타머 화합물인 BC-007 (Rovunaptabin)이 포함된다.
2021년에 미국 국립보건원 (미국)은 4년간 11억 5천만 달러를 지원받는 RECOVER 이니셔티브를 시작하여, 만성 코로나의 원인, 예방 및 치료법을 밝히기 위한 연구를 시작했다. 2023년에는 미국 정부 기관 간 연구 조정을 위해 만성 코로나 연구 및 실천 사무실이 설립되었다. 동시에 RECOVER는 어떤 임상 시험에 자금을 지원할지 발표했다. 여기에는 잠재적 지속 감염에 대한 팍스로비드 시험, 수면 장애, 인지 장애 및 자율신경계 문제에 대한 시험이 포함된다.
2023년 영국에서 3,700명 이상의 만성 코로나 환자를 대상으로 한 설문 조사에서, 피로가 일상 기능 저하의 가장 강력한 예측 인자로 나타났으며, 우울증과 뇌 안개도 관련이 있었다. 조사 대상자의 약 20%는 일을 할 수 없다고 보고했다.
2024년 영국 대학 연구원들은 만성 코로나로부터 무엇을 배울 수 있는지, 그리고 미래의 팬데믹에 더 잘 대비하고 더 빨리 회복할 수 있는지에 대한 논평을 발표했다. 이러한 고려 사항에는 대규모 데이터 수집을 계속하고 쉽게 접근 가능하도록 하는 것, 만성 코로나 영향을 받은 사람들을 연구에 참여시키는 것, 그리고 회복과 복지에 영향을 미치는 건강 불균형에 초점을 맞추는 것이 포함된다.

## 같이 보기
- 코로나19 범유행이 신경학적, 심리적 및 기타 정신 건강 결과에 미치는 영향 – 급성 및 만성 신경학적, 정신과적, 후각 및 정신 건강 상태 모두
- 만성 코로나 환자 목록
- 어린이 다계통 염증 증후군 – 코로나19로 인한 소아 동반 질환
- 바이러스 후유증 소뇌 실조증 – 바이러스 감염 후 몇 주 후에 나타나는 어색한 움직임

- 라임병 치료 후 증후군

## 추가 자료

### 일반
- 코로나바이러스의 장기적 영향 (만성 코로나) (영국 국민 보건 서비스)

### 서적
- Jackson JC (2023). 《Clearing the Fog: From Surviving to Thriving with Long COVID – A Practical Guide》. New York: Little, Brown Spark. ISBN 978-0-316-53009-5. OCLC 1345215931.

### 저널 기사
- 《Long COVID: let patients help define long-lasting COVID symptoms》. Editorial. 《Nature》 586. October 2020. 170쪽. Bibcode:2020Natur.586..170.. doi:10.1038/d41586-020-02796-2. PMID 33029005. S2CID 222217022.
- Alwan NA (August 2020). 《Track COVID-19 sickness, not just positive tests and deaths》. 《Nature》 584. 170쪽. doi:10.1038/d41586-020-02335-z. PMID 32782377. S2CID 221107554.
- Kingstone T, Taylor AK, O'Donnell CA, Atherton H, Blane DN, Chew-Graham CA (December 2020). 《Finding the 'right' GP: a qualitative study of the experiences of people with long-COVID》. 《BJGP Open》 4 (왕립 일반의 협회). bjgpopen20X101143쪽. doi:10.3399/bjgpopen20X101143. PMC 7880173. PMID 33051223. S2CID 222351478.
- Salisbury H (June 2020). 《Helen Salisbury: When will we be well again?》. 《BMJ》 369. m2490쪽. doi:10.1136/bmj.m2490. PMID 32576550. S2CID 219983336.
- 《Researching long COVID: addressing a new global health challenge》. 《NIHR Evidence》 (Plain English summary). 2022년 5월 12일. doi:10.3310/nihrevidence_50331. S2CID 249942230. 2022년 6월 25일에 원본 문서에서 보존된 문서. 2022년 5월 13일에 확인함.
- The Lancet Infectious Diseases (August 2023). 《Where are the long COVID trials?》. 《The Lancet. Infectious Diseases》 23. 879쪽. doi:10.1016/S1473-3099(23)00440-1. PMID 37507151. S2CID 260272959.